# Echinolampas sumatrana
Echinolampas sumatrana is een zee-egel uit de familie Echinolampadidae.
De wetenschappelijke naam van de soort werd in 1905 gepubliceerd door Ludwig Döderlein.